# Другий Македонський церковно-народний собор
Під великим тиском, пов'язаним з оновленням Охридської архієпископії та остаточним організаційним оновленням Македонської православної церкви керівництвом Сербської православної церкви, Ініціативна рада з організації Македонської православної церкви 23 липня 1958 р. разом з усім духовенством вирішило скликати ІІ Македонський церковно-народний собор. Собор відбувся в Охриді, багатовіковому місці давнього Охридського архієпископства, в церкві Святої Софії. Там знову було прийнято рішення про відновлення Охридської архієпископії. Відразу після цього був обраний македонський митрополит, глава Македонської православної церкви, який отримав титул архієпископа Охридського. Це був єпископ Топліцький Досітей, родом з Маврово. Наприкінці церковно-народних зборів була прийнятий Устав Македонської православної церкви, який регулюється сьогодні.
Собор ієрархів СПЦ погодився з рішеннями Македонських церковно-народних зборів, у рішенні А.С. ні. 47/1959 та 6/1959 зап. 57 від 17/4 червня 1959 року.
Рішення про незалежність МПЦ було підтверджено з допомогою проведення спільної ієрархічної Літургії з сербським патріархом Германом, від 19 липня 1959 року в церкві Святого Міни в Скоп'є, і рукоположення від єпископа Климента з Преспа і Битоля. Так, Священний Архієрейський Синод СПЦ надав незалежність Македонській православній церкві. Через кілька днів у церкві святого Миколая в Штипі він був висвячений на єпископа Злетово-Струмицької єпархії м. Наум. Нарешті, Синод МПЦ був сформований згідно Уставу МПЦ, а також інших адміністративних органів Архієпархії та єпархій.
У травні 1962 р. у супроводі патріарха Германа з кількома єпископами СПЦ Московський патріарх Алексій відвідав МПЦ у супроводі митрополита Никодима, єпископа Пімена та кількох високопосадовців Російської православної церкви. У свято святих Кирила і Мефодія в храмі Пресвятої Богородиці - Каменської в Охриді відбулася ієрархічна літургія, яку відслужив Патріарх Московський Алексій у співслужінні з Сербським патріархом Германом та архієпископом Охридським і Македонським Досітеєм. Це було перша співслужба глави МПЦ з главами інших автокефальних Церков.
Незважаючи на думку, що македонський народ нарешті вирішить свою церковну проблему, керівництво Сербської православної церкви відновило свої зусилля, щоб не допустити плавного розвитку Македонської православної церкви, не виконавши своїх зобов'язань, в тому числі представляти незалежну Македонську православну церкву перед іншими сестрами православних церков. СПЦ продовжувала прагнути підкорити Македонські православні єпархії нову під своєю повною юрисдикцією, не соромлячись нецерковного, неканонічного та перфідного способу привласнення наших єпархій у Першій світовій війні.
Після такого втручання у внутрішні справи Македонської православної церкви та після невиконання зобов'язань, взятих на себе СПЦ, Священний Архієрейський Синод МПЦ був змушений скликати Третій Македонський церковно-народний собор.